# Eressa angustipenna
Eressa angustipenna là một loài bướm đêm thuộc phân họ Arctiinae, họ Erebidae.